# 洛克哈特山
洛克哈特山（英語：Mount Lockhart）是南極洲的山峰，位於瑪麗伯德地，處於阿韋爾斯山東北面7公里，屬於福特山脈的一部分，在1929年12月5日由美國探險隊發現，現時由南極條約體系管理。